# خالق (فیلم)
خالق (به تامیلی: Ayan) فیلمی محصول سال ۲۰۰۹ و به کارگردانی کی. وی. آناند است. در این فیلم بازیگرانی همچون سوریا، پرابو، تمنا باتیا، آکاشدیپ سیگال ایفای نقش کرده‌اند.